# 台東区立浅草中学校
台東区立浅草中学校（たいとうくりつ あさくさちゅうがっこう）は、東京都台東区に所在する区立中学校。
1学年は4学級編成、2学年は4学級編成、3学年は4学級編成。（令和5年度8月1日現在）

## 概要
表現力育成授業というものをやっているため、年に数回NHKのアナウンサーなどが講習を開く。その一環として、スピーチコンテストというものをやっている。また、学力向上コンテストというものにも取り組んでいる。年に5回あり、漢字・計算・スペリング・社会・理科の五種類がそれぞれ行われている。他に生徒が作った「浅中しぐさ」という9つのしぐさがある。
制服は女子が紺のブレザーに緑のチェックが入ったジャンパースカート、リボンはえんじ色。男子は灰色のスラックスに紺のブレザー、えんじのネクタイである。

## 沿革
- 1991年（平成3年）
  - 4月1日 - 台東区立福井中学校と台東区立蔵前中学校を統合により、現在地に於いて台東区立浅草中学校として開校。
  - 4月8日 - 第1回入学式挙行。
  - 10月3日 - 校歌（作詞・作曲：岩城宏之）制定[3]。
  - 10月25日 - 開校記念式典[4]。
- 1992年（平成4年）3月19日 - 第1回卒業式挙行。最初の卒業生は222名。
- 1993年（平成5年）5月27日 - 特別棟新築工事完了。
- 1999年（平成11年）12月24日 - 大規模改造工事第1期工事完了。
- 2000年（平成12年）3月18日 - 大規模改造工事第2期工事完了。
- 2001年（平成13年）
  - 10月15日 - 大規模改造工事第3期工事完了。
  - 10月24日 - 開校10周年記念式典挙行。
- 2007年（平成19年）12月20日 - 屋上庭園完成。
- 2011年（平成23年）11月5日 - 開校20周年記念式典挙行。

## 学校行事
- 4月 - 入学式、新入生歓迎会
- 5月 - 3年修学旅行、2年霧ヶ峰移動教室
- 6月 - 運動会
- 8月 - 1、2年部活・勉強合宿、3年勉強合宿
- 9月 - 3年水泳大会
- 10月 - 文化祭
- 12月 - 2年駅伝大会
- 1月 - 1年百人一首大会
- 2月 - 立志式
- 3月 - 合唱コンクール、卒業式[5]

## 所在地
東京都台東区蔵前1丁目3-4

## アクセス
- JR総武線・都営地下鉄浅草線浅草橋駅より徒歩7分。
- 都営地下鉄浅草線蔵前駅より徒歩8分。
- 都営地下鉄大江戸線蔵前駅より徒歩10分[6]。
- 都営バス東42甲系統「蔵前一丁目」停留所より徒歩3分。
- 台東区循環バスめぐりん「南めぐりん」11番停留所、「ぐるーりめぐりん」23番停留所「環境ふれあい館ひまわり入口」下車徒歩7分[7]。

## 著名な卒業生
- 弓削徹（経営コンサルタント、著作家、コピーライター、日本工業大学大学院技術経営研究科教授、セミナー講師）